# Schatzbergbahn
De Schatzbergbahn is in 1985 gebouwd door Doppelmayr-Garaventa voor de Bergbahn Schatzberg. De Schatzbergbahn is in de zomer van 2017 vernieuwd. De kabelbaan begint net iets buiten het centrum van Auffach, en gaat dan richting de Hohlriederköpfl waar een stukje verder het middenstation is. De kabelbaan gaat hier door een bocht, richting de Schatzbergalm, nabij de top van de Schatzberg. De kabelbaan begint op 864 meter, het middenstation staat op 1256 meter (het stuk op de Hohlriederköpfl is 1310 meter) en het bergstation staat op 1776 meter hoogte.

## Prestaties
In elke cabine kunnen acht personen plaatsnemen, en de cabine's gaan met een snelheid van 5 meter per seconde over het traject. Dit alles brengt een capaciteit van 2800 personen per uur op. Een ritje in de kabelbaan helemaal naar boven duurt 14 minuten, men heeft dan 3985 meter afgelegd. De cabine's zijn van het type CWA Omega II-4, welke kunnen worden opgeslagen in de garages in het dalstation, het tussenstation en het bergstation. De kabelbaan wordt ondersteund door 29 palen. Het aandrijfstation is het bergstation, het dalstation is het aanspanningsstation.

## Tweede sleeplift
Doordat er haast niemand in het tussenstation uitstapt, is het lastig om in te stappen naar het bergstation. Hierdoor is er een tweede sleeplift direct naast de gondelbaan gebouwd, zodat wachttijden niet of nauwelijks voorkomen bij het middenstation. Deze sleeplift is een tweepersoons sleeplift en heeft dus een zogenaamde T, de capaciteit ligt rond de 1390 personen per uur. Na de vernieuwing in 2017 is deze tweede sleeplift weggehaald.